# Arkitema
Arkitema Architects (tidligere Arkitektgruppen Aarhus) er et dansk arkitektfirma der er et af Skandinaviens største arkitektfirmaer.
Firmaet blev grundlagt i 1969, hvor fem studerende fra Arkitektskolen i Aarhus gik sammen og startede firmaet. De fem studerende hed: Helge Tindal, Ole Nielsson, Michael Harrebek, Erling Stadager og Lars Due. Firmaet blev officielt stiftet, da den første store byggeopgave, Køge Rådhus, var en realitet. Lige siden har Arkitema Architects haft store projekter. I dag har firmaet (pr. marts 2018) ca. 550 medarbejdere i henholdsvis Aarhus, København, Oslo, Malmø og Stockholm. På nuværende tidspunkt (2018) har Arkitema 11 partnere: Jørgen Bach, Peter Hartmann Berg, Wilhelm Berner-Nielsen, Thomas Birkkjær, Thomas Carstens, Glenn Elmbæk, Per Fischer, Ola Göransson, Dorthe Keis, Kim Risager, Poul Schülein.

## Store byggerier
- Køge Rådhus, Køge (1976)
- Vamdrup Rådhus, Vamdrup (1981)
- Håndværkerparken, Aarhus (1981)
- Politistationen, Helsingør (1991)
- Arosgården, Aarhus (1993)
- Fåborg Svømmehal, Gåborg (1996)
- Enhjørningens Gård, Christianshavn, København (2001)
- Hellerup Skole, Hellerup (2002)
- Danish Crown, Horsens (2002)
- Kobbertårnet, Amerika Plads, København (2004)
- Mary's, Vejle (2008)
- Søparken, Måløv (2008)
- Bellahøj Svømmestadion (2008)
- Aarhus City Tower, Aarhus (2014)
- VIA University College (Campus C), Aarhus (2015)
- Diployon Hus,København (2017)
- Blixens, Aarhus (2018)

## Galleri
- Bellahøj Svømmestadion
- Enhjørningens Gård
- Rundholtsvej, Islands Brygge
- Aarhus City Tower
- VIA University College (Campus C)
- Tingstoget, Alby (Stockholm)
- Blixens
- Erdahus, Aarhus